# گل‌مور (فیلم ۲۰۰۸)
«گل‌مور» (انگلیسی: Gulmohar) یک فیلم است که در سال ۲۰۰۸ منتشر شد.